# Detlef Petersen
Detlef Friedrich Petersen (* 24. Januar 1950 auf Pellworm) ist ein deutscher Musiker, Keyboarder, Musikproduzent und Komponist.

## Leben
Detlef Friedrich Petersen studierte in Hamburg Klassische Musik. 
1973 gründete er Lake, 1976 erschien das Album Lake. Mit ihrem Debütalbum gewann die Band eine Goldene Schallplatte. Ihr an den Westküstenrock angelehnter Stil brachte ihnen eine Chartplatzierung in den Billboard Hot 100. Zwei weitere Alben folgten: Lake II und Paradise Island.
Anfang der 1980er Jahre gründete Petersen gemeinsam mit dem englischen Musiker und Bandkollegen Geoffrey Peacey bei Husum ein Musikstudio. Dort nahmen Bands wie Trio auf, die hier ihr gleichnamiges Album Trio produzierten. Detlef Petersen produzierte und schrieb zudem unter anderem für die Hamburger Rockgruppe Elephant und war von Anfang der 1980er bis Anfang der 1990er Jahre für den Bielefelder Liedermacher Hannes Wader als Musikproduzent tätig und komponierte einige Titel für ihn. Es entstanden Alben wie Glut am Horizont (1985), Liebeslieder (1986), Nach Hamburg (1989), Hannes Wader singt Volkslieder (1990) und Nie mehr zurück (1991).
Mit den beiden Kinofilmen Das Heimweh des Walerjan Wróbel und Karniggels debütierte Petersen 1991 als Filmkomponist. Seitdem konzentriert er sich auf die Filmkomposition, wobei er die Musik zu Fernsehfilmen wie Wiedersehen in Verona und Leo und Marie – Eine Weihnachtsliebe und Kinoproduktionen wie Rennschwein Rudi Rüssel und Männerpension schrieb. Für seine Musik zu dem von Detlev Buck inszenierten Roadmovie Wir können auch anders … wurde Petersen 1993 mit einem Deutschen Filmpreis für die Beste Filmmusik ausgezeichnet.
Später kamen zu den Kinofilmen auch Fernsehproduktionen dazu.

## Auszeichnungen
- 2006: Nordfriesischer Filmpreis[1]

## Filmografie
- 1991: Das Heimweh des Walerjan Wróbel
- 1991: Karniggels
- 1992: Kinder der Landstrasse
- 1993: Wir können auch anders …
- 1994: Abschied von Agnes
- 1994: Einfach nur Liebe
- 1994: Ausgerechnet Zoé (TV)
- 1995: Rennschwein Rudi Rüssel
- 1996: Männerpension
- 1996: Beckmann und Markowski – Im Zwiespalt der Gefühle (TV)
- 1996: Die Putzfraueninsel
- 1996: Die Halbstarken (TV)
- 1997: 2 1/2 Minuten (TV)
- 1997: Dumm gelaufen
- 1998: Das Mambospiel
- 1998: Ufos über Waterlow (TV)
- 1999: Ein Lied von Liebe und Tod – Gloomy Sunday
- 2000: Blondine sucht Millionär fürs Leben (TV)
- 2001: Mörderinnen (TV)
- 2001: Eine öffentliche Affäre (TV)
- 2001: Girl
- 2002: Vaya con Dios
- 2002: Ein Dorf sucht seinen Mörder (TV)
- 2002: Kollaps (TV)
- 2002–2004: Broti & Pacek – Irgendwas ist immer (Fernsehserie, 22 Folgen)
- 2003: Der Fall Gehring (TV)
- 2003: Blueprint
- 2004: Die Stunde der Offiziere (TV)
- 2004: Nikola (Fernsehserie, 1 Folge)
- 2005: Die wundersamen Reisen des Hans Christian Andersen (TV)
- 2005: Charlotte und ihre Männer (TV)
- 2006: Endloser Horizont (TV)
- 2006: Tatort – Aus der Traum
- 2006: Mörderische Erpressung (TV)
- 2007: Wiedersehen in Verona (TV)
- 2008: Die Rote Zora
- 2008: Der Tote in der Mauer (TV)
- 2008: Leo und Marie – Eine Weihnachtsliebe (TV)
- 2009: Mörder auf Amrum (TV)
- 2009: Ein starkes Team: La Paloma
- 2011–2014: Finn-Zehender-Reihe
  - 2011: Mörderisches Wespennest
  - 2012: Tod einer Brieftaube
  - 2012: Mörderische Jagd
  - 2014: Mord in Aschberg
- 2012: Zum Kuckuck mit der Liebe